# Chytroglossa paulensis
Chytroglossa paulensis är en orkidéart som beskrevs av Gustavo Gustaf Edwall. Chytroglossa paulensis ingår i släktet Chytroglossa och familjen orkidéer. Inga underarter finns listade i Catalogue of Life.